# Tańczący z naturą
Tańczący z naturą – cykl filmów dokumentalnych o polskiej przyrodzie powstający dla TVP Polonia. Jest kontynuacją serii dokumentalnej Dzika Polska.
W 2015 roku powstało 15 odcinków trwających ok. 25 minut każdy. W roli prowadzących występują bracia Tomasz i Grzegorz Kłosowscy, przyrodnicy z wieloletnim doświadczeniem, którzy pokazują, jak poznawać i chronić zagrożone gatunki zwierząt.